# Plebeya
Plebeya es una banda española de pop rock procedente de Barcelona (Cataluña). Se formó en 2005 como banda de versiones de los grandes grupos internacionales de los 70 y los 80. Con el tiempo y algunos cambios en la formación inicial, empezaron a gestarse en 2006 los primeros temas de su primer disco: PLEBEYA (XL Música 2008). Con claras influencias de las bandas que marcaron sus inicios (Queen, The Police, U2, dIRE sTRAITS, Pink Floyd, entre otros) los temas del primer disco se podrían encajar en un estilo pop-rock con altas dosis de guitarra, una base rítmica muy elaborada y una potente voz, así como unas letras cercanas y cotidianas. Del disco se han editado dos clips de los temas "En el café" y "Deja ya de Gritar" (BcnIdeas 2008). El directo de Plebeya es posiblemente una de sus bazas más fuertes, con una energía y un derroche en el escenario que no dejan indiferente. Con muchos años de música a sus espaldas, los 4 componentes de Plebeya consiguen dotar a sus actuaciones de una fuerza increíble. El 25 de julio de 2009 hicieron su último concierto en la sala Luz de Gas de Barcelona.

## Componentes
- Edu Quindós (voz)
- Sito Domínguez (guitarra y coros)
- Dani Tomás (bajo y coros)
- Joan Duarte (batería)